# Piet Wijdekop
Pieter Piet Wijdekop (Amsterdam, 13 september 1912 - Heemskerk, 1 september 1982) was een Nederlands kanovaarder.
Wijdekop nam samen met zijn broer Kees Wijdekop deel aan de Olympische Zomerspelen in 1936 in de K2 op de 10.000 meter. Het duo won een bronzen medaille. Hij was actief bij Kanovereniging Viking in Amsterdam. De vereniging organiseert sinds 1981 een jaarlijkse K2 wedstrijd, de Gebroeders Wijdekop Race.